# Ljusen (Kvistbro socken, Närke, 656723-143065)
Ljusen är en sjö i Lekebergs kommun i Närke och ingår i Norrströms huvudavrinningsområde.